# Кедоси
Кедоси (пол. Kiedosy) — село в Польщі, у гміні Дзялошин Паєнчанського повіту Лодзинського воєводства.
Населення — 476 осіб (2011).
У 1975-1998 роках село належало до Серадзького воєводства.

## Демографія
Демографічна структура станом на 31 березня 2011 року:
|          | Загалом | Допрацездатний вік | Працездатний вік | Постпрацездатний вік |
| -------- | ------- | ------------------ | ---------------- | -------------------- |
| Чоловіки | 235     | 51                 | 153              | 31                   |
| Жінки    | 241     | 49                 | 130              | 62                   |
| Разом    | 476     | 100                | 283              | 93                   |